# Gorgos z Elidy
Gorgos (gr. Γόργος) – starożytny grecki atleta pochodzący z Elidy, olimpijczyk.
Był jedynym zawodnikiem, który czterokrotnie zdobył wieniec olimpijski w pięcioboju. Ponadto odniósł zwycięstwo w diaulosie i biegu w zbroi. Daty olimpijskich zwycięstw Gorgosa pozostają jednak nieznane.